# Eric Kretz
Eric Kretz (nacido el 7 de junio de 1966) es un músico estadounidense famoso por pertenecer al grupo Stone Temple Pilots, además de Talk Show y Spiralarms. Actualmente posee los estudios Bomb Shelter en Los Ángeles. A pesar de ser miembro de la banda, Kretz ha participado en pocas composiciones de temas de Stone Temple Pilots, siendo los más destacados Plush o Trippin' on a Hole in a Paper Heart.